# 1469
Năm 1469 là một năm trong lịch Julius.